# 梦花街
梦花街是中華人民共和國上海市黃浦區一條東西走向道路，西起中華路，東至柳江街。該道路的名字來自於望北楼。
明朝中葉，倭寇數度進攻上海。1554年，朝廷派董邦政出任按察使佥事，负责上海兵防。董政邦组建了一支三千人的军队驻扎在上海，并在上海县縣城西门内空地建造一个兵营，在兵营的东、北各建一个嘹望楼，东面的叫镇远楼，北面的叫截蜃楼，截蜃楼又叫望北楼。清朝時兵营改为提标右营游击署。1853年上海爆发小刀会起义，上海文庙被毁，战后上海县又在提标右营游击署的地方重新建立文庙，望北楼此時被拆。在以前的上海話中，「望」的發音與「梦」相近，「北」的發音與「花」相近，所以望北楼附近的一条小路也被稱為「梦花街」。
中華民國大陸時期，梦花街151-153号是一幢3层的洋房建筑，主人原是资本家，淞滬會戰爆发后主人逃走，日军在此设立了一个慰安所。該慰安所一直開到1945年。客人主要是日本南市宪兵队。
中華人民共和國建國後，夢花街上開了餛飩店，2010年代末期有餛飩店搬離夢花街。